# Le Mans Series 2021
Le Mans Series 2021 är den sjuttonde säsongen av den europeiska långdistansserien för sportvagnar och GT-bilar, Le Mans Series. Säsongen omfattar sex deltävlingar.

## Tävlingskalender
| Datum                 | Tävling                 | Segrare LMP2 - Team                          | Segrare LMP3 - Team                             | Segrare LMGTE - Team                             |
| Segrare LMP2 - Förare | Tävling                 | Segrare LMP3 - Förare                        | Segrare LMGTE – Förare                          |                                                  |
| --------------------- | ----------------------- | -------------------------------------------- | ----------------------------------------------- | ------------------------------------------------ |
| 18 april 2021         | Barcelona 4-timmars     | Team WRT                                     | Cool Racing                                     | Iron Lynx                                        |
| 18 april 2021         | Barcelona 4-timmars     | Louis Delétraz Robert Kubica Ye Yifei        | Nicolas Maulini Matthew Belgiuml Niklas Krütten | Matteo Cressoni Rino Mastronardi Miguel Molina   |
| 16 maj 2021           | Red Bull Ring 4-timmars | Team WRT                                     | Cool Racing                                     | AF Corse                                         |
| 16 maj 2021           | Red Bull Ring 4-timmars | Louis Delétraz Robert Kubica Ye Yifei        | Nicolas Maulini Matthew Belgiuml Niklas Krütten | Emmanuel Collard François Perrodo Alessio Rovera |
| 6 juni 2021           | Castellet 4-timmars     | G-Drive Racing                               | DKR Engineering                                 | Iron Lynx                                        |
| 6 juni 2021           | Castellet 4-timmars     | Franco Colapinto Roman Rusinov Nyck de Vries | Laurents Hörr Jean-Phillipe Dayrault            | Matteo Cressoni Rino Mastronardi Miguel Molina   |
| 11 juli 2021          | Monza 4-timmars         | Panis Racing                                 | DKR Engineering                                 | Spirit of Race                                   |
| 11 juli 2021          | Monza 4-timmars         | Julien Canal Will Stevens James Allen        | Laurents Hörr Mathieu de Barbuat                | Duncan Cameron Alessandro Pier Guidi David Perel |
| 19 september 2021     | Spa 4-timmars           | Team WRT                                     | DKR Engineering                                 | AF Corse                                         |
| 19 september 2021     | Spa 4-timmars           | Louis Delétraz Robert Kubica Ye Yifei        | Laurents Hörr Mathieu de Barbuat                | Emmanuel Collard François Perrodo Alessio Rovera |
| 24 oktober 2021       | Portimao 4-timmars      | United Autosports                            | Inter Europol Competition                       | Iron Lynx                                        |
| 24 oktober 2021       | Portimao 4-timmars      | Jonathan Aberdein Tom Gamble Philip Hanson   | Adam Eteki Martin Hippe Ugo de Wilde            | Matteo Cressoni Rino Mastronardi Miguel Molina   |

## Slutställning
| Klass | Förare                                         | Team            |
| ----- | ---------------------------------------------- | --------------- |
| LMP2  | Louis Delétraz Robert Kubica Ye Yifei          | Team WRT        |
| LMP3  | Laurents Hörr                                  | DKR Engineering |
| LMGTE | Matteo Cressoni Rino Mastronardi Miguel Molina | Iron Lynx       |